# 146 км (зупинний пункт)
146 км (колишня назва — Колгоспка) — пасажирський зупинний пункт Криворізької дирекції Придніпровської залізниці на електрифікованій лінії Апостолове — Запоріжжя II між станціями Мирова (10 км) та Канцерівка (4 км). Розташований в селі Гарбузівка Нікопольського району Дніпропетровської області.

## Пасажирське сполучення
На платформі 146 км зупиняються приміські електропоїзди сполученням Марганець — Запоріжжя (до 2023 року маршрут електропоїздів пролягав до станції Нікополь).